# كيت ليلي
كيت ليلي (بالإنجليزية: Kate Lilley) (1960)؛ كاتِبة وشاعرة أسترالية. درست في جامعة لندن.